# Corbelin
 Corbelin  es una población y comuna francesa, en la región de Ródano-Alpes, departamento de Isère, en el distrito de La Tour-du-Pin y cantón de Le Pont-de-Beauvoissin.

## Demografía
| 1606 | 1547 | 1612 | 1723 | 1799 | 1752 |
| Para los censos de 1962 a 1999 la población legal corresponde a la población sin duplicidades (Fuente: INSEE [Consultar]) |      |      |      |      |      |

## Personajes célebres
- Jean-Claude Pompeïen-Piraud, nacido en Corbelin en 1846, dentista y  apasionado de la aerostática y la aviación. Inventor del Ornitóptero y del primer avión sin hélice.
- François Guiguet, pintor nacido en Corbelin en 1860 y su hermano, Jules Guiguet escultor nacido en Corbelin en 1861
- Michel Robert, jinete.